# Druten
Druten este o comună și o localitate în provincia Gelderland, Țările de Jos. 

## Localități componente
Afferden, Deest, Druten, Horssen, Puiflijk.